# Alonei Yitzhak
El poble juvenil Alonei Yitzhak (en hebreu: אלוני יצחק) és una vila juvenil que està situada al nord d'Israel. Es troba a prop de Binyamina, està sota la jurisdicció del Consell Regional de Manassès. En 2015 tenia una població de 294 habitants.

## Història
El poble va ser establert el 1948 per Yehiel Harif, per acollir als nens que havien sobreviscut a l'Holocaust. El poble va ser anomenat en honor de Yitzhak Gruenbaum. Actualment, el poble és un internat que acull 465 nens (305 residents, 160 estudiants) del setè al dotzè grau.

## Reserva natural d'Alonei Yitzhak
Hi ha una reserva natural de 31 hectàrees a l'indret a on es troba el poble. La reserva va ser declarada el 1969. La flora del parc consisteix principalment en arbres vells de roure de Valònia (Quercus macrolepis), que estan molt a prop del llogaret juvenil. L'altra flora del bosc de roures inclou les següents espècies; Cyclamen persicum, Calicotome villosa, Drimia maritima, i Asphodelus ramosus, entre d'altres.